# Herr Paul
Herr Paul ist ein Drama von Tankred Dorst, das am 16. Februar 1994 unter der Regie von Jossi Wieler mit Peter Roggisch in der Titelrolle im Deutschen Schauspielhaus Hamburg aufgeführt wurde.
Herr Paul, als Gegenfigur zu Arno im Mosch und zu Heinrich auf dem Chimborazo bekannt, rückt in den Mittelpunkt von Dorsts psychologischer Analyse. Der Autobiograph Tankred Dorst schrieb zudem ein Kapitel über seine Familiengeschichte: In den 1950er Jahren scheitert er beim Wiederaufbau der Wuppertaler Fabrik seines Großvaters und wird fortan „Schreibender“. Unter dem jungen ostdeutschen Helm (siehe unten) muss sich der Zuschauer also den Verfasser vorstellen.

## Inhalt
Die Bewohner des Vorderhauses – allen voran Frau Pisulski – haben zwei alte Leute, den Herrn Paul und dessen Schwester Fräulein Luise Paul, in das Hinterhaus, eine stillgelegte alte Seifenfabrik, verdrängt. Herr Paul ist verheiratet, lebt aber seit dem Tag der Hochzeit von seiner Gattin getrennt. Der junge Helm, Erbe dieser Fabrik, tritt einer Terminsache wegen auf den Plan. Helm hat einen Geldgeber – Herrn Schwarzbeck – an der Hand, der den Ausbau des alten Fabrikgebäudes zu einer Wäscherei finanzieren will; vorausgesetzt, die beiden Pauls ziehen schleunigst aus der Fabrik aus. Herr Paul sträubt sich und unterschreibt den vom jungen Helm vorbereiteten diesbezüglichen Vertrag nicht ohne Weiteres. In seinen Ausflüchten kommt Herr Paul immer wieder auf die Historie zurück; auf Helms Großvater, den früheren Inhaber der Seifenfabrik. Herr Paul ist dem Anschein nach nie bei der Sache, sobald Helm die Sprache auf das Wesentliche bringt. Der junge Helm hat über weite Strecken mit Herrn Paul eine Engelsgeduld. Helms Tante, so bringt der gut unterrichtete künftige Jungunternehmer in Erinnerung, habe Herrn Paul mitsamt Schwester jahrzehntelang mietfrei wohnen lassen. Der junge Mann muss Herrn Pauls Unterschrift rasch haben, weil sonst Herr Schwarzbeck das Geld anderweitig anlegen könnte. Schwarzbeck nennt die alte Fabrik zwar eine Klitsche, liebäugelt aber mit ihrer günstigen Lage.
Als Herr Paul, starrsinnig, wie er ist, wieder einmal in seiner Manier vom Thema ablenkt, platzt dem jungen Helm zum ersten Mal der Kragen. Helm wirft Herrn Paul vor, er, der Alte, nehme ihm, dem Jungen, den Platz weg. Herrn Paul und dessen Schwester nennt der junge Fabrikbesitzer auf einmal Schmarotzer. Luise Paul kann sich nicht wehren. Während eines Großteils der Handlung – fast über einen ganzen langen Abend hinweg – hat sie eine Freikarte für eine Aufführung der Oper „Aida“. Luise kommt also recht spät heim. Ihre Bemerkungen dann – in Unkenntnis der Vorgänge während ihrer Abwesenheit – erheitern den Zuschauer.
Bis zur Ankunft seiner Schwester bleibt Herr Paul in jeder Hinsicht ein unbequemer Verhandlungspartner. Als Helm auf das leidige Thema „Ihre Unterschrift noch an diesem Abend bitte“ zurückkommt, fällt ihm Herr Paul herrisch mit seinem Standardspruch ins Wort: „Wer lebt, stört!“ und verlässt seinen engeren Wohnbereich. Mit einem Stuhl in der Hand droht er einen Marsch durch das Regenwetter zum Bahnhof an und will die Nacht im Wartesaal verbringen. Das erweist sich als eine weitere Ausflucht Herrn Pauls. Während der vergangenen Jahrzehnte hat er nämlich sein Domizil nie verlassen. Der schlaue Herr Paul bleibt auch diesmal seiner Gewohnheit treu; hält sich in einem Nebengelass des unübersichtlichen Wohnumfeldes auf und wartet ab.
Als Luise endlich heimkommt, unterschreibt Herr Paul zu Luises Entsetzen doch, verzehrt aber das Vertragspapier bis auf den letzten Fetzen, bevor Helm einschreiten kann. Helm zerhackt darauf Herrn Paul mit dem Beil und wirft die Stücke in einen dunklen Nebenraum. Als Herr Paul dann – wie von Geisterhand ordentlich zusammengesetzt – in der Tür erscheint, fällt Helm in Ohnmacht. Der Gegner ist partout nicht kleinzukriegen.
Herr Schwarzbeck und Helm hatten während Luises Opernbesuch die Wohnungseinrichtung bei ihren abendlichen Vermessungsaktionen ein wenig umsortiert. Luise bringt alles rasch wieder in Ordnung und erklärt Helms Wäschereiprojekt für de facto gescheitert. Das alte Fräulein macht sich ernsthaft Gedanken über Helms berufliche Karriere. Etwa Fremdenführer oder auch Schaffner wären Berufe, bei deren Ausübung man sicherlich nicht sehr viel falsch machen kann.

## Form
Das archaische Finale – Herr Paul lässt sich durch seinen Widerpart Helm selbst als Hackstück nicht aus seiner Behausung vertreiben (siehe Eintrag Absurdes Theater: Sarrazac und Schneilin) – sticht von der Monotonie des ziemlich umfänglichen Restes merkwürdig grell ab.

## Relationen
Dem Tankred-Dorst-Zuschauer ist Herr Paul kein Unbekannter. Dieser Verfasser einer Evolutionstheorie. kommt – wie oben angedeutet – im „Mosch“ vor. Auch „Auf dem Chimborazo“ ist die Rede von jenem studierten Herrn aus Wuppertal, der sich beharrlich-erfolgreich jeglicher Innovation verschließt. Adele heißt im „Mosch“ die Schwester des Müßiggängers Paul und Helm ist dort der DDR-Flüchtling Arno Frühwaldt. Seine begüterte Tante, auf die sich Helm im „Herrn Paul“ gesprächsweise bezieht, heißt im „Mosch“ Frau Kapellmann. Tankred Dorsts Verwirrspiel geht noch mindestens einen Schritt weiter. Wird der Name Arno Frühwaldt durch Heinrich Merz ersetzt, entsteht eine neue Sicht auf die Wuppertaler „Seifenklitsche“. Dorothea Merz – das ist Heinrichs rheinländische Mutter in den sechs „Deutschen Stücken“ von Tankred Dorst – ist Herrn Pauls Cousine Langer Rede kurzer Sinn – „Herr Paul“ gehört eigentlich als siebter in die „Deutschen Stücke“.

## Inszenierungen
- März 1994:  Kammerspiele des Deutschen Theaters Berlin. Regie: Michael Gruner. Mit Kurt Böwe als Herr Paul, Daniel Morgenroth als Helm, Udo Kroschwald als Schwarzbeck, Stefanie Stappenbeck als Anita Pisulski und Christine Schorn als Luise Paul.[7]
- Mai 1995: Amerikanische Erstaufführung (auf Deutsch) an der University of Texas at Austin.[8]
- 3. Februar 1996: Theater Aachen Kammerspiele.[9]
- 2003: Theater Witikon, Zürich. Regie: Sandra Sibiglia.[10]
- 2011: Im alten Schlachthof Hamburg „Centro Sociale“. Regie: Julia Weden. Produktion und Dramaturgie: Klaus Wiegmann. Besetzung: Herr Paul Wolfgang Noack, Helm Jan Taubert, Schwarzbeck Max Herbrechter, Anita Pisulski Ann-Cathrin Schaible, Lilo Wiebke Wackermann und Luise Paul Brigitte Böttrich.[11]

## Hörspiel
- 1996 DLR. Regie: Jörg Jannings.[12]

## Rezeption
- Benjamin Henrichs am 25. Februar 1994 in der „Zeit“: Ein Seifenmärchen.
- 29. März 1994 im „Neuen Deutschland“: Dieser Typ ist einfach nicht totzukriegen.
- Günther Erken 1995[13] denkt bei dieser „psychologischen Charakterkomödie“ an Oblomow. Das Bild des kauzigen Herrn Paul sei „mit Mythen- und Märchenzügen durchsetzt“.
- Pitt Herrmann über eine Inszenierung im Westfälischen Landestheater Castrop-Rauxel in den Sonntagsnachrichten Herne.

### Textausgaben
- Tankred Dorst: Herr Paul. Ein Stück. Seelze Friedrich. In: Theater heute, Aprilheft 1994. 64 Seiten. Mit Abbildungen.
- Herr Paul. S. 135–196 in Tankred Dorst. Die Schattenlinie und andere Stücke. Mitarbeit Ursula Ehler. Werkausgabe 6 (Inhalt: Parzival. Fernando Krapp hat mir diesen Brief geschrieben. Herr Paul. Nach Jerusalem. Die Schattenlinie. Die Geschichte der Pfeile). Nachwort: Günther Erken. Suhrkamp Verlag, Frankfurt am Main 1995 (1. Aufl.), ohne ISBN, 375 Seiten (Verwendete Ausgabe).

### Sekundärliteratur
- Auf dem Chimborazo. Ein Stück. Neufassung 1977. S. 553–599 in Tankred Dorst. Deutsche Stücke. Mitarbeit Ursula Ehler. Werkausgabe 1. Suhrkamp  1985.
- Jean-Pierre Sarrazac, Gérard Schneilin: Eintrag Absurdes Theater,  in: Manfred Brauneck, Gérard Schneilin (Hrsg.): Theaterlexikon. Begriffe und Epochen, Bühnen und Ensembles. Rowohlt, Reinbek b. Hamburg, 1992, ISBN 3-499-55465-8.
- Heinz Ludwig Arnold (Hrsg.): text + kritik Heft 145: Tankred Dorst. Boorberg, München, 2000, ISBN 3-88377-626-2.
- Sich im Irdischen zu üben. Frankfurter Poetikvorlesungen. In: Tankred Dorst. Prosperos Insel und andere Stücke. Mitarbeit Ursula Ehler. Werkausgabe 8. Suhrkamp, Frankfurt am Main, 2008, ISBN 978-3-518-42039-3.